# Lobelia rhytidosperma
Lobelia rhytidosperma är en klockväxtart som beskrevs av George Bentham. Lobelia rhytidosperma ingår i släktet lobelior, och familjen klockväxter. Inga underarter finns listade i Catalogue of Life.